# Jeanne Granier
Jeanne Granier (París. 31 de març de 1852 – París, 18 de desembre de 1939) fou una soprano francesa.
Filla d'una comedianta, començà aviat la seva vida teatral, mostrant des de la infància gran aptitud per a l'escena. Dotada, a més, de bella veu, cridà l'atenció del cèlebre compositor d'operetes Charles Lecocq. En escoltar-la aquest quan actuava la jove artista en un teatre de províncies, i la contractà pel de la Renaissance de París. La seva gràcia i l'habilitat amb què sabia interpretar les situacions còmiques el mateix que les sentimentals li proporcionaren molts èxits en aquell teatre, on actuà anys diversos, i en altres escenaris.
Creà Giroflé-Giroflà i Mam'zelle Gavroche, però on assolí més triomfs fou en l'opereta per a dedicar-se a la comèdia, gènere en el que també va destacar, figurant entre els seus millors èxits: Amants; Le nouveau jeu; Le vieux marcheur; Les deux écoles; Education de Prince; Joujou, etc.